# جوسيب غويغارو
جوسيب غويغارو (بالإسبانية: Josep Guijarro)‏ هو يوفولوجي ‏ وصحفي وكاتب إسباني، ولد في 1967 في تاراسا في إسبانيا.